# SNCF BB 16500 sorozat
Az SNCF BB 16500 sorozat egy francia 25 kV 50 Hz AC áramrendszerű, Bo'Bo' tengelyelrendezésű villamosmozdony-sorozat. Az SNCF üzemelteti. A mozdony abba a mozdonycsaládba tartozik, mint az SNCF BB 8500, az SNCF BB 88500, az SNCF BB 17000, az SNCF BB 20200 és az SNCF BB 25500 sorozat. Összesen 294 db-ot gyártott belőle az Alstom 1958 és 1964 között.